# Ermelinda Máquina
Ermelinda Cambundo Fadário Máquina é uma política angolana. Filiada ao Movimento Popular de Libertação de Angola (MPLA), é deputada de Angola pela província do Bié desde 28 de setembro de 2017.
Ermelinda é professora por profissão, trabalhando de 1978 a 2011 em cargos ligados a educação.